# 덕산중학교 (충북)
덕산중학교(德山中學校)는 대한민국 충청북도 진천군 덕산읍 용몽리에 있는 공립 중학교이다.

## 학교 연혁
- 1955년 9월 25일 : 덕산중학교 개교(6학급 인가)
- 1957년 3월 10일 : 제1회 졸업식
- 1994년 1월 8일 : 7개 교실 및 정구장 합숙소 신축
- 1999년 8월 25일 : 덕무관 신축(체육관)
- 2009년 7월 15일 : 운동장 인조 잔디 조성
- 2014년 2월 11일 : 선진형 교과교실 구축
- 2014년 6월 30일 : 학교 숲 조성(산림청)
- 2024년 3월 1일 : 제27대 김사명 교장 부임
- 2024년 3월 4일 : 제71회 입학식(신입생 36명)

## 참고 자료
- 덕산중학교 - 한국교육학술정보원 학교알리미